# 322577 Stephanhellmich
322577 Stephanhellmich este o planetă minoră (asteroid) din centura de asteroizi. A fost descoperită pe 31 ianuarie 2006 la stazione osservativa di Asiago Cima Ekar⁠(d) de  și a fost numită după Stephan Hellmich⁠(d). 
Obiectul prezintă o orbită caracterizată de o semiaxă mare de 3,2455577564105 UAi, o excentricitate de 0,062631408853822, o înclinație de 5,3575875486553 ° în raport cu ecliptica.